# Alberto Campa Montes
Alberto Campa Montes (Nava, Astúries, 1967) és un viatger, gestor turístic i escriptor espanyol.
Alberto Campa va començar a viatjar perquè el seu ofici estava relacionat amb els viatges. Com a agent i guia, sabia que una altra manera de conèixer món era possible. Durant la seva trajectòria vital Campa ha completat tres voltes al món i ha dedicat gran part de la seva vida a conèixer nombrosos llocs del planeta. Des dels anys vuitanta el desig de conèixer món l'ha dut a viatjar per uns 220 països i territoris de tots els continents, així com per les regions polars de l'Antàrtida i l'Àrtida.
A més de viatjar, Campa regenta l'hotel 'Alojamientos Rurales Naveces', a la platja de Santa Maria del Mar entre Avilés i Cudillero. No gaire lluny de Salinas, molt coneguda per als surfistes.
Com a escriptor, l'any 2019 Alberto Campa va escriure escriu el seu primer llibre de viatges, «Una volta al món sota zero». L'obra recull la seva primera aventura en solitari, realitzada a l'hivern i travessant zones gèlides del planeta. «Una vuelta al mundo por las islas del Pacífico», és el seu segon llibre de viatges, en el qual descriu la travessia de tres mesos que va fer el 2018, rememorant en la seva ruta part de l'expedició que van fer Magallanes i Elcano, els exploradors que van fer la primera volta al món. Campa, que pràcticament ha estat a totes les parts del món, condensa al llibre de viatges les aventures i anècdotes que va anar trobant en la seva travessia.